# Capanna Garnerone
La Capanna Garnerone è un bivacco situato nel comune di Fivizzano (MS), in località Vinca presso Fonte della Vacchereccia, sul versante occidentale della costiera Garnerone-Grondilice nelle Alpi Apuane, a 1.206 m s.l.m.
Il bivacco è di proprietà del C.A.I., sezione di Carrara. 
L'attuale struttura in legno è stata realizzata nell'estate del 2014, in sostituzione del precedente prefabbricato metallico del 1963. 

## Accessi
- da Vinca (764 m s.l.m.): dislivello: 500 m, tempo di percorrenza: 1 ora e 30 minuti, difficoltà: E. Tramite il sentiero CAI n. 38, Strada dei Tedeschi, Case dei Fiorentini
- da Rifugio Carrara (1.320 m s.l.m.): tempo di percorrenza: 2 ore e 30 minuti, difficoltà: E. Tramite Foce di Rasori, Foce di Navola, Foce di Vinca, Foce di Pianza (sentiero CAI n. 173)
- da Rifugio Orto di Donna: tempo di percorrenza: 1 ora e 40 minuti, difficoltà: E. Tramite Foce di Rasori, Foce di Grondilice

## Ascensioni
- Monte Sagro - 1.749 m s.l.m. (presenti passaggi di III grado di difficoltà)
- Monte Grondilice - 1.809 m s.l.m.
- Pizzo d'Uccello - 1.781 m s.l.m.